# 金山線
金山線（きんさんせん、中国語: 金山铁路、英語: Jinshan Railway）は中華人民共和国上海市徐匯区の上海南駅から金山区の金山衛西駅までを結ぶ中国国鉄の鉄道路線。そのうち金山衛駅までの区間は上海市域鉄道の上海軌道交通金山線として旅客営業が行われている。

## 路線データ
- 営業キロ：42.743km
- 駅数：9
- 軌間：1435mm(標準軌)
- 電化方式：交流25,000V 50Hz
- 複線区間：車墩〜金山衛
- 単線区間：金山衛〜金山衛西
- 電化区間：全線

## 沿革
- 1950年 - 着工。
- 1959年 - 完工。旅客・貨物運行開始（長寧駅 - 上海南駅 - …… - 金山衛駅 - 金衛西駅）。
- 2004年1月14日 - 利用者の減少により旅客列車の運行を終了[2]。
- 2009年12月 - 高速化を目的とした改築工事を着工開始[3]。
- 2012年9月28日 - 市域鉄道の上海軌道交通金山線として、上海南駅 - 金山衛駅間で旅客営業を再開[4]。

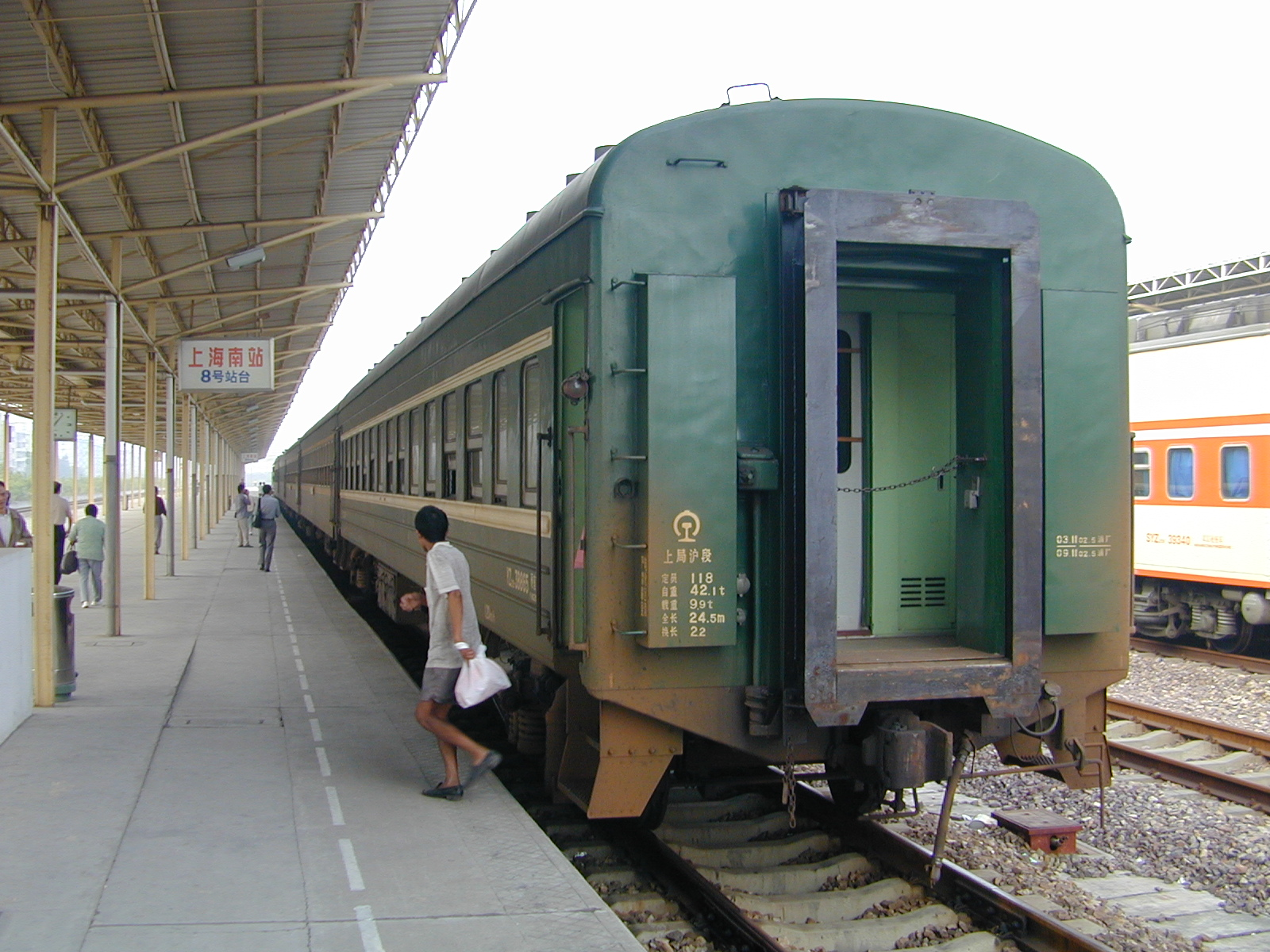
上海南駅で発車を待つ客車列車(2002年)

## 駅一覧
- 斜体字の駅は貨物専用駅であることを表す。

| 駅名       | 駅名         | 駅名                    | 駅間 キロ | 営業 キロ | 接続路線・ 備考                            | 所在地 | 所在地 |
| 日本語     | 簡体字中国語 | 英語                    | 駅間 キロ | 営業 キロ | 接続路線・ 備考                            | 所在地 | 所在地 |
| ---------- | ------------ | ----------------------- | --------- | --------- | ------------------------------------------ | ------ | ------ |
| 上海南駅   | 上海南站     | Shanghai South          |           | 0.0       | 中国国鉄滬昆線・ 上海軌道交通■1号線 ■3号線 | 上海市 | 徐匯区 |
| 春申駅     | 春申站       | Chunshen                |           |           |                                            | 上海市 | 松江区 |
| 新橋駅     | 新桥站       | Xinqiao                 |           |           | ■ 松江有軌電車1号線(新橋火車站駅)          | 上海市 | 松江区 |
| 車墩駅     | 车墩站       | Chedun                  |           |           |                                            | 上海市 | 松江区 |
| 葉榭駅     | 叶榭站       | Yexie                   |           |           |                                            | 上海市 | 松江区 |
| 亭林駅     | 亭林站       | Tinglin                 |           |           |                                            | 上海市 | 金山区 |
| 金山園区駅 | 金山园区站   | Jinshan Industrial Park |           |           |                                            | 上海市 | 金山区 |
| 金山衛駅   | 金山卫站     | Jinshanwei              |           |           |                                            | 上海市 | 金山区 |
| 金山衛西駅 | 金山卫西站   |                         |           |           | 貨物駅                                     | 上海市 | 金山区 |